# فهدة بنت العاصي بن شريم الشمري
الأميرة . فهدة بنت العاصي الشريم، كانت إحدى زوجات الملك عبد العزيز آل سعود وأم خادم الحرمين الشريفين الملك عبد الله بن عبد العزيز آل سعود.

## نشأتها
تعتقد أغلب المراجع أن ولادتها في العقد الثاني من القرن الرابع عشر الهجري (1326-1338هـ/1908-1919م) وكان والدها العاصي بن شريم أحد شيوخ شمر، وكان لها من الأخوة مطني وسلطان وغازي وأختٌ واحدة تُدعى شيمة، وقد تزوجها سعود بن عبد العزيز بن رشيد، وبعد مقتله في عام 1338هـ/1919م، تزوجها الملك عبد العزيز في عام 1340هـ/1922م.
تنتمي فهدة لعشيرة عبدة من قبيلة شمر والتي تقع مساكنها بمنطقة حائل.
كان طفلها الأول من زواجها من عبد العزيز آل سعود هو الملك عبد الله بن عبد العزيز آل سعود ملك السعودية من عام 2005 حتى عام 2015. وقد أنجبت طفلتين أيضاً هما الأميرتان صيتة بنت عبد العزيز آل سعود، نوف بنت عبد العزيز آل سعود . توفيت فهدة بنت العاصي الشريم الشمري في الرياض عام 1353هـ/1934م.

## انظر ايضاً
- حائل
- عبد الله بن عبد العزيز آل سعود
- صيتة بنت عبد العزيز آل سعود.

## وصلات خارجية
- والدة الملك عبد الله الأميرة فهدة- رحمها الله- اهتمت بالعلم وعلمت ابنها القرآن الكريم والحديث.